# 色情游戏批评空间
色情游戏批评空间（日语： ErogameScape -erogē hihyō kūkan-）是一个日本成人遊戏評分網站。